# Eglise de Vétheuil
Église de Vétheuil, na tradução portuguesa Igreja de Vétheuil, é uma célebre pintura de Claude Monet. Realizada a óleo sobre tela, em 1879, alguns anos após a «explosão» impressionista no Salon, e pertence actualmente à colecção do Museu de Orsay.

## História
No Verão de 1878 a família, agora com mais um membro, Michel, instala-se numa pequena casa nas margens do Sena, em Vétheuil. Arruinados, os Hoschedé juntam-se a eles. Monet e a família permaneciam numa situação financeira quase insustentável. Monet já nem crédito tinha dos fornecedores. Enviava dia após dia cartas a Manet, a Durand-Ruel e outros amigos seus pedindo dinheiro.
Porém, no Outono, alguns dias de sol restabeleceram em Monet a coragem de pintar. Do seu célebre barco-atelier, ele pinta a margem e a pequena vila com a sua igreja românica. Esse é o tema desta obra, que é uma das mais significantes dos finais de 1879.
Para além de uma situação financeira precária, deixou consigo os dois filhos Camille, a sua esposa, que faleceu a 5 de Setembro de 1879. Monet entrou em desespero, amaldiçoou-se a si e à sua obra. Num grito de desespero Monet pinta o último retrato da verdadeira musa do impressionismo, desta vez, no seu leito de morte. Camille Monet sur son lit de mort é a tela mais significante deste período. Nessa tela, e a partir daí, as pinceladas de Monet tornam-se confusas, desregradas, furiosas e vibrantes, revelando todo o seu sofrimento pela perda da sua única modelo até então e, mais que tudo, da sua companheira afectiva.
Nesta obra, o pintor francês, a margem do Sena e os telhados e árvores da pequena povoação de Véthueil cobertos de neve, surgem com a mesma sensação. Os traços surgem abruptamente, vibrantes. As cores, que variam entre o castanho e uns resquícios de vermelho e contrastam com o branco da neve e os tons oliva das águas do Sena, parecem rodopiar pela tela sem nenhuma direcção concreta. O quadro retrata uma quase total ausência de vida. Mesmo com uma situação financeira desesperante, anteriormente à morte de Camille sentia-se uma púdica alegria nas telas do artista. Agora, não. E esta é um grande testemunho de um dos períodos mais difíceis da vida de Monet...
O quadro acasala em perfeição com o sentimento de dor e fúria de Monet e isso exprime-se a cada passagem, a cada pincelada. Mais tarde, diria Rodin, «Este é o verdadeiro Monet».